# Eldridge, Alabama
Eldridge là một thị trấn thuộc quận Walker, tiểu bang Alabama, Hoa Kỳ. Dân số năm 2009 là 172 người, mật độ đạt 95 người/km².